# Emil Ulaga
Emil Ulaga, slovenski defektolog in glasbenik, * 15. marec 1911 Šmarjeta pri Rimskih Toplicah, † 30. oktober 2000, Izlake.

## Življenje in delo
Emil Ulaga, bratranec D. Ulage je ljudsko šolo je obiskoval v rojstnem kraju (1918-1922), učiteljišče pa v Mariboru (1926-1931). Poučeval je v Žičah (1933-1939) in na Zavodu za usposabljanje slušno in govorno prizadetih v Ljubljani (1939-1972). Leta 1942 opravil strokovni izpit za predmetnega učitelja, vmes na defektološkem oddelku Višje pedagoške šole Ljubljani predaval logopedijo, surdo in avdiopedagogiko z metodiko (1956-1967). Leta 1956 je s štipendijo OZN ( proučeval praktično avdiopedagogiko na Danskem (Kopenhagen, Odense), Švedskem (Stockholm) ter v Zahodni Nemčiji (München, Dortmund). Bil predsednik sindikalne podružnice prosvetnih delavcev posebnega šolstva Slovenije (1945–1960) in surdopedagagoške sekcije Društva defektologov Slovenije (1960–1965), član zveznega odbora za izdajanje učbenikov za slušno in govorno prizadete (1960–1967).  Leta 1961 je prejel red dela s srebrnim vencem in 1965 diplomo združenja defektologov Jugoslavije.
Napisal in objavil je: Gradnja govora za slušno prizadete otroke (1960);  Pogovarjajmo se (COBISS) Specialna škola (1966) in Prvo berilo za gluhe otroke (1971) ter številne članke, in prevedel knjige iz srbohrvaščine: Četrto berilo za gluhe  (1956); Peto berilo za gluhe (1957); Mi računamo (1960), ter urejal lista Naš svet (1951–1961) in Naš prijatelj (1969–1972).
V pedagoškem delu je razvijal metodologijo habilitacije govora tudi na osnovah glasbene–terapije, pri čemer se je opiral na svoje glasbene izkušnje v vodenju pevskih zborov: Lipe v Slovenski Bistrici (1931–1933); mladinskega zbora v Žičah (1933–1939); Združenih mladinskih zborov v Slovenskih Konjicah, v Ljubljani pa: mladinskega zbora Radia Ljubljana (1940–1941) in po letu 1945 zbora delavsko kulturnega društva Svoboda na Viču; sindikalnega pevskega zbora tobačne tovarne; zbora slepe mladine ter Zveze slepih Kulturno umetniškega drušzva Karel Jeraj.
Ulaga je tudi skladatelj klavirskih skladb: Deset otroških (1951); Trinajst otroških (COBISS) in večjega števila zborovskih pesmi za otroke. 